# Coupe du Honduras de football
 (mars 2021).
Si vous disposez d'ouvrages ou d'articles de référence ou si vous connaissez des sites web de qualité traitant du thème abordé ici, merci de compléter l'article en donnant les références utiles à sa vérifiabilité et en les liant à la section « Notes et références ».
La coupe du Honduras de football est une ancienne compétition placée sous l'égide de la Fédération du Honduras de football. Cet article présente toutefois les compétitions de football au Honduras qui sont organisées selon un format similaire à la Coupe du Honduras (matches à élimination directe, participation de clubs amateurs et professionnels de différentes divisions).

## Histoire
La première édition se déroule au cours de l'année 1968. La deuxième édition, en 1972-1973, prend le nom de Copa Presidente (Coupe du Président) en l'honneur de Ramón Ernesto Cruz, alors président de la République. Sous sa présidence, le général Oswaldo López Arellano change à nouveau le nom de la compétition en Copa Jefe de Estado (Coupe Chef d'État).
De la saison 1992-1993 à la saison 1994-1995, la Coupe du Honduras prend la forme d'une compétition à élimination directe, dont le vainqueur participe à la Coupe des vainqueurs de coupe de la CONCACAF.
De 1995-1996 à 1998-1999, la coupe n'existe plus en tant que telle. Toutefois, le titre de champion est donné au club qui est en tête du championnat de première division après 9 journées (pour les saisons ou le championnat est saisonnier), puis au club qui remporte le tournoi d'ouverture (pour les saisons ou le championnat est semestriel). Le championnat d'ouverture ayant été annulé en saison 1998-1999, c'est le champion du tournoi de clôture qui gagne la Coupe du Honduras.
Dans tous les cas, le club qui obtient ce trophée participe à la Coupe des vainqueurs de coupe de la CONCACAF (compétition arrêtée avec l'édition 1998).
À partir de 2015, une compétition reprend le nom de Copa Presidente et un format similaire. Deux éditions se déroulent cette année : la première de février à mai, la seconde à partir d'octobre.

## Éditions de la Coupe du Honduras

### Première édition de la Copa Presidente 2015
La Copa Presidente 2015 peut être considérée comme l'édition 2015 de la Coupe du Honduras. Elle se tient du 7 février au 9 mai 2015 et prend la forme d'une compétition à élimination directe. Un total de 64 clubs y participent : les 10 clubs de Liga Nacional (première division), 26 clubs de Liga de Ascenso (deuxième division composée de ligues régionales) et 28 clubs des Ligas Mayores (troisième division, composée de ligues départementales).
Le club qui remporte la coupe reçoit 500 000 lempiras. Le club finaliste et le gagnant du match de troisième place reçoivent respectivement 300 000 et 200 000 lempiras.
La première phase se déroule les 7 et 8 février 2015.
La finale se déroule le 9 mai et oppose deux clubs de première division : le CD Olimpia et le CD Platense et est remportée par le CD Olimpia.
La compétition est marquée par le parcours du club de Villanueva FC, appelé dans la presse El Matagigante (le tueur de géants). Ce club amateur de 2e division élimine successivement 3 clubs de Liga nacional (Real España, CD Marathón et CD Victoria) avant de perdre en demi-finale contre le CD Olimpia.

### Seconde édition de la Copa Presidente 2015
La seconde édition de la Copa Presidente 2015 se déroule à partir du 7 octobre 2015 et prend la forme d'une compétition à élimination directe. Un total de 64 clubs y participent : les 10 clubs de Liga Nacional (première division), 27 clubs de Liga de Ascenso (deuxième division composée de ligues régionales) et 27 clubs des Ligas Mayores (troisième division, composée de ligues départementales).
Le club qui remporte la coupe reçoit 500 000 lempiras. Le club finaliste et le gagnant du match de troisième place reçoivent respectivement 300 000 et 200 000 lempiras.
La première phase se déroule les 7 et 8 octobre 2015.

## Palmarès
Les vainqueurs et finalistes de la Coupe du Honduras de football, pour les éditions où elle a eu lieu, sont :
| Année     | Champion     | Finaliste     |
| --------- | ------------ | ------------- |
| 1968-1969 | CD Motagua   | Real España   |
| 1972-1973 | Real España  | CD Victoria   |
| 1992-1993 | Real España  | CD Marathón   |
| 1993-1994 | Real Maya    | CD Motagua    |
| 1994-1995 | CD Marathón  | Real Maya     |
| 1995-1996 | CD Olimpia1  | CD Motagua    |
| 1996-1997 | CD Platense1 | CD Victoria   |
| 1997-1998 | CD Platense2 | CD Olimpia    |
| 1998-1999 | CD Olimpia3  | CD Motagua    |
| 2015      | CD Olimpia   | CD Platense   |
| 2015-2016 | Juticalpa FC | Real España   |
| 2017      | CD Marathón  | Gimnástico FC |
| 2018      | CD Platense  | Real España   |

1. Premier du championnat (1995-1996, 1996-1997) après 9 journées.
2. Champion du tournoi d'ouverture (Apertura 1997).
3. Champion du tournoi de clôture (Clausura 1999).